# 馬蘭加尼區
馬蘭加尼區（西班牙語：Distrito de Marangani），是秘魯的一個區，位於該國南部庫斯科大區的坎奇斯省，始建於1834年8月29日，面積432.65平方公里，海拔高度3,709米，2005年人口12,404，人口密度每平方公里29人。